# Giorgio Almirante

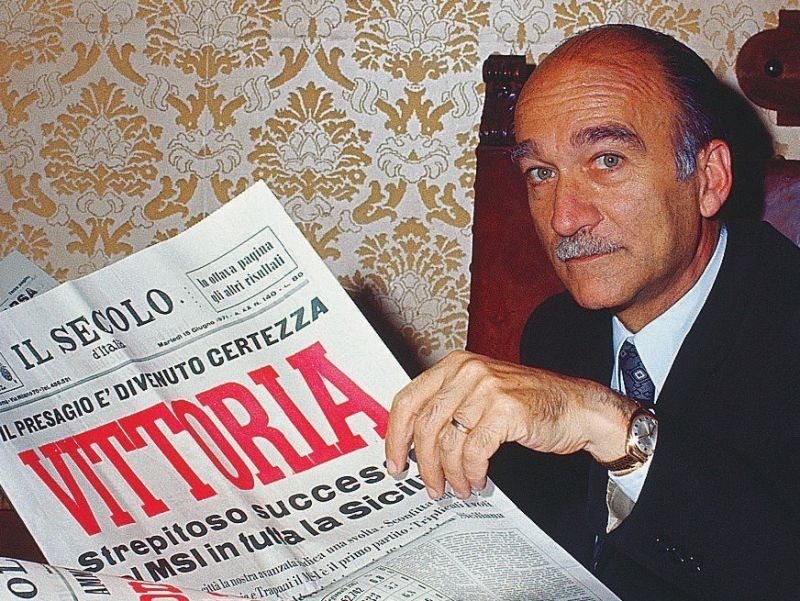
Giorgio Almirante, 1971

Giorgio Almirante (* 27. Juni 1914 in Salsomaggiore Terme; † 22. Mai 1988 in Rom) war Gründer und Anführer der italienischen neofaschistischen Partei Movimento Sociale Italiano.

## Leben
Almirante war adeliger Abstammung. Seine Vorfahren waren ab 1691 Herzöge von Cerza Piccola (Cercepiccola) in Molise. Im faschistischen Italien war Almirante, Sohn des Regisseurs und Schauspielers Mario Almirante, nach Abschluss seines Universitätsstudiums von 1937–1943 Chefredakteur der faschistischen Tageszeitung Il Tevere. 1938 gehörte er zu den zehn Unterzeichnern des Manifests der rassistischen Wissenschaftler. Von 1938 bis 1942 war er zudem Redaktionssekretär bei der rassistischen und antisemitischen, vierzehntäglich erscheinenden Zeitschrift La difesa della razza, die von Telesio Interlandi herausgegeben wurde. Während dieser Zeit kam es zu einer polemischen Auseinandersetzung mit Julius Evola, bei der es um die Ausrichtung (biologisch gegen „spirituell“) der rassistischen Doktrin ging (nach 1945 war Almirante allerdings lange Zeit Anhänger Evolas). 1940 nahm er als Kriegsberichterstatter am Afrikafeldzug teil.
Nach dem Zusammenbruch des ersten Mussolini-Staates 1943 schloss sich Almirante der Italienischen Sozialrepublik an und wurde Oberleutnant (Capomanipolo) der Guardia Nazionale Repubblicana. Am 30. April 1944 wurde er Kabinettschef des Ministers für Volkskultur, Ferdinando Mezzasoma. Als solcher arbeitete er im Sommer 1944 ein Projekt aus, mit dem propagandistisch die vom Generalinspektor der Rasse Giovanni Preziosi vorgelegten Entwürfe für ein neues verschärftes Rassengesetz und deren Zweck über Presse und Radio verbreitet werden sollten, was aufgrund der Nichtverabschiedung des Gesetzes allerdings hinfällig wurde. In seiner 1973 erschienenen Autobiographie behauptete er dagegen, er hätte deren Verbreitung von vornherein auf Wunsch Mezzasomas verhindert.
Nach Kriegsende tauchte er, obwohl nicht offiziell gesucht, wegen willkürlicher Erschießungen durch Partisanen, für einige Monate unter. In dieser Zeit wurde er vom jüdischen Familienfreund Emanuele Levi versteckt, der sich damit dafür bedankte, dass Giorgio Almirante ihn während der Verhaftungen und Deportationen von Juden ab September 1943 nach dem deutschen Einmarsch in Italien im Gästehaus des Ministeriums für Volkskultur versteckt hatte.
Ende 1946 war er Gründungsmitglied und erster Vorsitzender der neofaschistischen Partei Movimento Sociale Italiano (MSI), die wegen ihrer Ausrichtung weitgehend isoliert wurde, da sie im Widerspruch zur antifaschistischen Verfassung stand. 1950 wurde er von konservativen Kräften abgesetzt, die eine gemäßigtere rechte Politik betreiben wollten. 1969 übernahm er erneut die Parteispitze und öffnete die Partei zu radikaleren Kräften hin. In diesem Zeitraum wurde ihm vorgeworfen, eine gezielte Strategie der Spannung zu betreiben, die eine neue faschistische Herrschaft ermöglichen sollte. Einerseits sympathisierte er mit militanten und terroristischen Gruppen, die eine Destabilisierung des demokratischen Systems voranbringen sollten, andererseits appellierte er an eine „schweigende Mehrheit“ in der Bevölkerung, die sich insbesondere daraufhin eine starke Staatsmacht, die für Recht und Ordnung sorgen sollte, wünsche.
1987 verlor er die Abstimmung zur Wiederwahl zum Vorsitzenden gegen Gianfranco Fini, der die Partei auf einen gemäßigteren, nationalkonservativen Kurs brachte und später unter Silvio Berlusconi Außenminister wurde.
Von 1948 bis zu seinem Tod war Almirante Parlamentsabgeordneter; von 1979 bis zu seinem Tod zusätzlich Mitglied des Europaparlaments.